# Warby Parker
Warby Parker（ワービー・パーカー）は、アメリカ・ニューヨーク発のアイウェアブランド。また、「ユニコーン企業」と呼ばれる、10億ドル以上の企業価値を持つ未上場のスタートアップ企業。
2010年、ニューヨークにて、ニール・ブルーメンタール、デイブ・キルボア、アンディ・ハント、ジェフ・レイダーの4名で創業された。

## 商品の特徴
- 仲介業者を排除している。設計はすべて社内で行われ、フレームの組み立ては手作業[2]。
- 商品は常に無料配送、無料返品可能[2]。
- 5フレームまでであれば、自宅で無料試着が可能[2]。
- 2019年9月現在、アメリカとカナダにリアルショップが展開されているが、その場で購入・持ち帰ることはできず、視力検査と試着のみとなっている[3]。

## 由来とカルチャー
- 図書館で行われていたジャック・ケルアックの展示会で、あるジャーナルに登場していた「Warby pepper」と「Zagg parker」という二人のキャラクターの名前を組み合わせて「Warby parker」が生まれた。
- 創業メンバーのうち一人が、学生時代のバックパッカー期間に眼鏡を壊したが（紛失？）、その修理代が高すぎたことから、彼は大学院の最初の一学期を眼鏡なしで過ごした。その経験から、アイウェア業界は消費者に選択肢を与えず、高価格状態を保つことができる大企業が利益を支配していることに気づき、その代替手段として「Warby parker」を創設した。
- 「誰もが見る権利を持っている」という信念のもと、世界中の10億人が眼鏡を利用できない／15%が効果的な学習・仕事ができていないという問題に対して、同社はVisionspringなどの非営利団体と提携し、困った人に眼鏡を届ける活動をしている。活動は「Buy a pair, Give a pair」と名付けられ、一つ購入すると一つ寄付されるという仕組み。
- 顧客の購買体験を楽しいものにさせ、従業員を大切にし、外とのつながりを重視し、環境を尊重している。また、すべての意思決定において、顧客、従業員、コミュニティ、環境すべてがステークホルダーだとする。
- 従業員は入社する際、ジャック・ケルアックの『ザ・ダルマ・バムズ』のコピーを渡される。それを同社は「儀式の一部」と表現している。
- 公式サイトの「culture」ページでは、「いくつかの基本的なルールがある」と題し、その下に小さく「クレイジーなものはありません」と付け加えていたり、社名の由来は？という質問に対して「コウノトリ。（冗談です）」という回答をしていたりと、ユニークな部分が多い。

## 沿革
- 2010年、会社設立。
- 2013年、ニューヨークのソーホーに初のリアルショップを出店[3]。
- 2014年、追加料金を払うことで24時間以内に 商品を届けるサービスを開始[5]。
- 2015年、ビジネス誌のファスト・カンパニーが選出する「最も革新的な企業ランキング」で、Appleやサムスンなどを抑え1位を獲得。
- 2019年9月現在、カルフォルニア、テキサス、ワシントン、またカナダなど、 ショップ数は100を超えている[6]。